# Félix-Adolphe-Joseph-Alexandre-Brieuc Lesec
Félix-Adolphe-Joseph-Alexandre-Brieuc Lesec, francoski general, * 1897, † 1965.